# Хуртиг, Лина
Лина Мона Андреа Хуртиг (швед. Lina Mona Andrea Hurtig; род. 5 сентября 1995, Авеста, Швеция) — шведская футболистка, нападающей английского клуба «Арсенал» и сборной Швеции.

## Клубная карьера
Достигнув 15 лет, Хуртиг, бывшая родом из Авесты, провела сезон 2011 года в Норрэттане (третий уровень в системе женских футбольных лиг Швеции) за команду «Густафс ГоИФ». Она забила 14 голов и сделала четыре голевые передачи в 20 матчах. В конце того сезона к ней проявили интерес клубы Дамаллсвенскана «ЛдБ Мальмё» and «Умео». Вскоре она присоединилась к последнему.
После вылета «Умео» по итогам сезона 2016 года Хуртиг перешла в стан тогдашних чемпионок Швеции, клуб «Линчёпинг», заключив с ним двухлетний контракт.
В августе 2020 года перешла в итальянский клуб «Ювентус».

## Карьера в сборной
Будучи членом женской сборной Швеции до 19 лет, Хуртиг играла на чемпионате Европы 2012 года до 19 лет. В составе национальной команды она стала победителем этого первенства, шведки в финале одолели испанок в дополнительное время со счётом 1:0.
В декабре 2012 года тренер главной женской сборной Швеции Пиа Сундхаге вызвала Хуртиг на тренировочный сбор команды в Босоне. Хуртиг также была включен в состав сборной на товарищеский матч с Бразилией 19 июня 2013 года, закончившийся ничьей 1:1. Она надеялась попасть в окончательный состав хозяек женского чемпионата Европы 2013, но не была выбрана.
После того, как Хуртиг не смогла принять участие в товарищеском матче с Норвегией в мае 2013 года Сундхаге описала её как потенциального игрока мирового класса.
Хуртиг дебютировала в главной женской сборной Швеции, выйдя на замену в поединке с Канадой, завершившемся ничьей со счётом 1:1, в ноябре 2014 года.
Хуртиг был включена в состав сборной Швеции, которая отправилась во Францию на чемпионат мира по футболу среди женщин 2019 года. Она забила свой первый гол на турнире в матче против Таиланда, закончившемся разгромом последних со счётом 5:1.

### Голы за сборную
| Гол | Дата       | Место              | Соперник | Результат | Итог | Соревнование                        |
| --- | ---------- | ------------------ | -------- | --------- | ---- | ----------------------------------- |
| 1   | 2015-09-22 | Гётеборг, Швеция   | Польша   | 1:0       | 3:0  | квалификация чемпионата Европы 2017 |
| 2   | 2017-09-19 | Вараждин, Хорватия | Хорватия | 1:0       | 2:0  | квалификация чемпионата мира 2019   |
| 3   | 2017-10-24 | Бурос, Швеция      | Венгрия  | 1:0       | 5:0  | квалификация чемпионата мира 2019   |
| 4   | 2019-6-16  | Ницца, Франция     | Таиланд  | 4:0       | 5:1  | чемпионат мира 2019                 |
| 5   | 2019-10-08 | Гётеборг, Швеция   | Словакия | 2:0       | 7:0  | квалификация чемпионата Европы 2021 |

## Достижения

### Командные
«Линчёпинг»
- Чемпионка Швеции: 2017

«Ювентус»
- Чемпионка Италии: 2020/21

Сборная Швеции (до 19 лет):
- Чемпионатка Европы (до 19 лет): 2012

## Личная жизнь
Хуртиг — лесбиянка. 16 августа 2019 года она объявила, что сочеталась браком с Лизой Ланц, своей подругой по команде «Линчёпинг». 11 июня 2021 года у Хуртиг родилась дочь.